# 앨버트 피니
앨버트 피니(Albert Finney, 1936년 5월 9일 ~ 2019년 2월 7일)는 잉글랜드의 배우이다. 왕립연극학교를 졸업한 뒤 연극 무대에서 활동하다가 토니 리처드슨이 연출한 《엔터테인먼트》(1960)로 영화계에 데뷔하였다.
BAFTA, 골든 글로브상, 미국 배우 조합상, 에미상, 베를린 국제 영화제 은곰상, 베네치아 국제 영화제 볼피 컵 등 각종 유수한 상을 받았으며, 아카데미상에 다섯 차례 후보로 올랐다.

## 출연 작품

### 영화
- 엔터테인먼트 (1960)
- 토요일 밤과 일요일 아침 (1960)
- 톰 존스의 화려한 모험 (1963)
- 언제나 둘이서 (1967)
- 스크루지 (1970)
- 오리엔트 특급 살인 (1974)
- 애니 (1982)
- 멋진 드레서 (1983)
- 볼케이노 (1984)
- 밀러스 크로싱 (1990)
- 브라우닝 버전 (1994)
- 에린 브로코비치 (2000)
- 윈스턴 처칠의 폭풍전야 (2002)
- 빅 피쉬 (2003) - 에드워드 블룸 (노년) 역
- 악마가 너의 죽음을 알기 전에 (2007) - 찰스 역
- 본 얼티메이텀 (2007)
- 본 레거시 (2012)
- 007 스카이폴 (2012)